# Herald Sun Tour 2019
La 66.ª edición del Herald Sun Tour fue una carrera de ciclismo en ruta por etapas que se celebró entre el 30 de enero y el 3 de febrero de 2019 en Australia con inicio en el Circuito de Phillip Island y final en la ciudad de Melbourne sobre un recorrido de 604,1 km.
La carrera hizo parte del UCI Oceania Tour 2019, dentro de la categoría UCI 2.1 y fue ganada por el corredor neerlandés Dylan van Baarle del equipo Sky. El podio lo completaron el ciclista australiano Nick Schultz del Mitchelton-Scott y el ciclista canadiense Michael Woods del EF Education First Pro Cycling.

## Equipos participantes
Tomaron parte en la carrera 13 equipos, de los cuales 4 fueron de categoría UCI WorldTeam 8 de categoría Profesional Continental y un equipo ciclista nacional patrocinado; 9 de categoría Continental y un equipo  selección nacional de Australia, quienes formaron un pelotón de 89 ciclistas de los que terminaron 69. Los equipos participantes fueron:
| WorldTeams (4)- Trek-Segafredo - Sky - Mitchelton-Scott - EF Education First Equipos continentales (8)- Sapura - Oliver's Real Food - EvoPro Racing - Drapac-Cannondale Holistic Development - Pro Racing Sunshine Coast - Futuro Pro Cycling - St George Continental Cycling Team - Team BridgeLane translation for headoftableIII_translate index 39 not found- Korda Mentha Real Estate Australia |
| |

## Recorrido
| Etapa     | Fecha     | Recorrido                                               | type                   | Distancia (km) | Ganador              | Líder            |
| --------- | --------- | ------------------------------------------------------- | ---------------------- | -------------- | -------------------- | ---------------- |
| 1.ª etapa | 30 de ene | Circuito de Phillip Island – Circuito de Phillip Island | etapa llana            | 97,9           | Daniel McLay         | Daniel McLay     |
| 2.ª etapa | 31 de ene | Wonthaggi – Churchill                                   | etapa escarpada        | 127            | Michael Woods        | Michael Woods    |
| 3.ª etapa | 1 de feb  | Sale – Warragul                                         | etapa escarpada        | 161,3          | Owain Doull          | Michael Woods    |
| 4.ª etapa | 2 de feb  | Cabo Schanck – Arthurs Seat                             | etapa de media montaña | 128,8          | Nick Schultz         | Dylan van Baarle |
| 5.ª etapa | 3 de feb  | Melbourne – Melbourne                                   | etapa llana            | 89,1           | Kristoffer Halvorsen | Dylan van Baarle |

## Desarrollo de la carrera

### 1.ª etapa
| Circuito de Phillip Island - Circuito de Phillip Island | etapa llana | (97,9 km) |

| \| Clasificación de la etapa \| Clasificación de la etapa \| Clasificación de la etapa \| Clasificación de la etapa \| Clasificación de la etapa \| \| Ciclista \| Ciclista \| Equipo \| Tiempo \| \| \| ------------------------- \| ------------------------- \| -------------------------------------- \| ------------------------- \| ------------------------- \| \| 1.º \| Daniel McLay \| EF Education First \| 2 h 16 min 58 s \| \| \| 2.º \| Kristoffer Halvorsen \| Team Sky \| + 0 s \| \| \| 3.º \| Wouter Wippert \| EvoPro Racing \| + 0 s \| \| \| 4.º \| Theodore Yates \| Drapac-Cannondale Holistic Development \| + 0 s \| \| \| 5.º \| Robert Stannard \| Mitchelton-Scott \| + 0 s \| \| \| 6.º \| Pavel Sivakov \| Team Sky \| + 0 s \| \| \| 7.º \| Dion Smith \| Mitchelton-Scott \| + 0 s \| \| \| 8.º \| Thomas Scully \| EF Education First \| + 0 s \| \| \| 9.º \| Lucas Hamilton \| Mitchelton-Scott \| + 0 s \| \| \| 10.º \| Michael Woods \| EF Education First \| + 0 s \| \| |                      |                                        |                 |
| |                      |                                        |                 |
| Fuente: ProCyclingStats |                      |                                        |                 |
| Clasificación de la etapa |                      |                                        |                 |
| Ciclista | Ciclista             | Equipo                                 | Tiempo          |
| 1.º | Daniel McLay         | EF Education First                     | 2 h 16 min 58 s |
| 2.º | Kristoffer Halvorsen | Team Sky                               | + 0 s           |
| 3.º | Wouter Wippert       | EvoPro Racing                          | + 0 s           |
| 4.º | Theodore Yates       | Drapac-Cannondale Holistic Development | + 0 s           |
| 5.º | Robert Stannard      | Mitchelton-Scott                       | + 0 s           |
| 6.º | Pavel Sivakov        | Team Sky                               | + 0 s           |
| 7.º | Dion Smith           | Mitchelton-Scott                       | + 0 s           |
| 8.º | Thomas Scully        | EF Education First                     | + 0 s           |
| 9.º | Lucas Hamilton       | Mitchelton-Scott                       | + 0 s           |
| 10.º | Michael Woods        | EF Education First                     | + 0 s           |

| \| Clasificación general \| Clasificación general \| Clasificación general \| Clasificación general \| Clasificación general \| \| Ciclista \| Ciclista \| Equipo \| Tiempo \| \| \| --------------------- \| --------------------- \| -------------------------------------- \| --------------------- \| --------------------- \| \| 1.º \| Daniel McLay \| EF Education First \| 2 h 16 min 48 s \| \| \| 2.º \| Kristoffer Halvorsen \| Team Sky \| + 4 s \| \| \| 3.º \| Wouter Wippert \| EvoPro Racing \| + 6 s \| \| \| 4.º \| Ayden Toovey \| Team BridgeLane \| + 8 s \| \| \| 5.º \| Theodore Yates \| Drapac-Cannondale Holistic Development \| + 10 s \| \| \| 6.º \| Robert Stannard \| Mitchelton-Scott \| + 10 s \| \| \| 7.º \| Pavel Sivakov \| Team Sky \| + 10 s \| \| \| 8.º \| Dion Smith \| Mitchelton-Scott \| + 10 s \| \| \| 9.º \| Thomas Scully \| EF Education First \| + 10 s \| \| \| 10.º \| Lucas Hamilton \| Mitchelton-Scott \| + 10 s \| \| |                      |                                        |                 |
| |                      |                                        |                 |
| Fuente: ProCyclingStats |                      |                                        |                 |
| Clasificación general |                      |                                        |                 |
| Ciclista | Ciclista             | Equipo                                 | Tiempo          |
| 1.º | Daniel McLay         | EF Education First                     | 2 h 16 min 48 s |
| 2.º | Kristoffer Halvorsen | Team Sky                               | + 4 s           |
| 3.º | Wouter Wippert       | EvoPro Racing                          | + 6 s           |
| 4.º | Ayden Toovey         | Team BridgeLane                        | + 8 s           |
| 5.º | Theodore Yates       | Drapac-Cannondale Holistic Development | + 10 s          |
| 6.º | Robert Stannard      | Mitchelton-Scott                       | + 10 s          |
| 7.º | Pavel Sivakov        | Team Sky                               | + 10 s          |
| 8.º | Dion Smith           | Mitchelton-Scott                       | + 10 s          |
| 9.º | Thomas Scully        | EF Education First                     | + 10 s          |
| 10.º | Lucas Hamilton       | Mitchelton-Scott                       | + 10 s          |

### 2.ª etapa
| Wonthaggi - Churchill | etapa escarpada | (127 km) |

| \| Clasificación de la etapa \| Clasificación de la etapa \| Clasificación de la etapa \| Clasificación de la etapa \| Clasificación de la etapa \| \| Ciclista \| Ciclista \| Equipo \| Tiempo \| \| \| ------------------------- \| ------------------------- \| ------------------------- \| ------------------------- \| ------------------------- \| \| 1.º \| Michael Woods \| EF Education First \| 2 h 55 min 44 s \| \| \| 2.º \| Richie Porte \| Trek-Segafredo \| + 0 s \| \| \| 3.º \| Kenny Elissonde \| Team Sky \| + 17 s \| \| \| 4.º \| Dylan van Baarle \| Team Sky \| + 19 s \| \| \| 5.º \| Lucas Hamilton \| Mitchelton-Scott \| + 19 s \| \| \| 6.º \| Pavel Sivakov \| Team Sky \| + 43 s \| \| \| 7.º \| Chris Harper \| Team BridgeLane \| + 43 s \| \| \| 8.º \| Damien Howson \| Mitchelton-Scott \| + 43 s \| \| \| 9.º \| Nick Schultz \| Mitchelton-Scott \| + 43 s \| \| \| 10.º \| Robert Stannard \| Mitchelton-Scott \| + 1 min 54 s \| \| |                  |                    |                 |
| |                  |                    |                 |
| Fuente: ProCyclingStats |                  |                    |                 |
| Clasificación de la etapa |                  |                    |                 |
| Ciclista | Ciclista         | Equipo             | Tiempo          |
| 1.º | Michael Woods    | EF Education First | 2 h 55 min 44 s |
| 2.º | Richie Porte     | Trek-Segafredo     | + 0 s           |
| 3.º | Kenny Elissonde  | Team Sky           | + 17 s          |
| 4.º | Dylan van Baarle | Team Sky           | + 19 s          |
| 5.º | Lucas Hamilton   | Mitchelton-Scott   | + 19 s          |
| 6.º | Pavel Sivakov    | Team Sky           | + 43 s          |
| 7.º | Chris Harper     | Team BridgeLane    | + 43 s          |
| 8.º | Damien Howson    | Mitchelton-Scott   | + 43 s          |
| 9.º | Nick Schultz     | Mitchelton-Scott   | + 43 s          |
| 10.º | Robert Stannard  | Mitchelton-Scott   | + 1 min 54 s    |

| \| Clasificación general \| Clasificación general \| Clasificación general \| Clasificación general \| Clasificación general \| \| Ciclista \| Ciclista \| Equipo \| Tiempo \| \| \| --------------------- \| --------------------- \| --------------------- \| --------------------- \| --------------------- \| \| 1.º \| Michael Woods \| EF Education First \| 5 h 12 min 32 s \| \| \| 2.º \| Richie Porte \| Trek-Segafredo \| + 4 s \| \| \| 3.º \| Kenny Elissonde \| Team Sky \| + 27 s \| \| \| 4.º \| Lucas Hamilton \| Mitchelton-Scott \| + 29 s \| \| \| 5.º \| Dylan van Baarle \| Team Sky \| + 33 s \| \| \| 6.º \| Pavel Sivakov \| Team Sky \| + 53 s \| \| \| 7.º \| Chris Harper \| Team BridgeLane \| + 57 s \| \| \| 8.º \| Damien Howson \| Mitchelton-Scott \| + 57 s \| \| \| 9.º \| Nick Schultz \| Mitchelton-Scott \| + 57 s \| \| \| 10.º \| Robert Stannard \| Mitchelton-Scott \| + 2 min 04 s \| \| |                  |                    |                 |
| |                  |                    |                 |
| Fuente: ProCyclingStats |                  |                    |                 |
| Clasificación general |                  |                    |                 |
| Ciclista | Ciclista         | Equipo             | Tiempo          |
| 1.º | Michael Woods    | EF Education First | 5 h 12 min 32 s |
| 2.º | Richie Porte     | Trek-Segafredo     | + 4 s           |
| 3.º | Kenny Elissonde  | Team Sky           | + 27 s          |
| 4.º | Lucas Hamilton   | Mitchelton-Scott   | + 29 s          |
| 5.º | Dylan van Baarle | Team Sky           | + 33 s          |
| 6.º | Pavel Sivakov    | Team Sky           | + 53 s          |
| 7.º | Chris Harper     | Team BridgeLane    | + 57 s          |
| 8.º | Damien Howson    | Mitchelton-Scott   | + 57 s          |
| 9.º | Nick Schultz     | Mitchelton-Scott   | + 57 s          |
| 10.º | Robert Stannard  | Mitchelton-Scott   | + 2 min 04 s    |

### 3.ª etapa
| Sale - Warragul | etapa escarpada | (161,3 km) |

| \| Clasificación de la etapa \| Clasificación de la etapa \| Clasificación de la etapa \| Clasificación de la etapa \| Clasificación de la etapa \| \| Ciclista \| Ciclista \| Equipo \| Tiempo \| \| \| ------------------------- \| ------------------------- \| -------------------------------------- \| ------------------------- \| ------------------------- \| \| 1.º \| Owain Doull \| Team Sky \| 3 h 28 min 47 s \| \| \| 2.º \| Luke Rowe \| Team Sky \| + 0 s \| \| \| 3.º \| Liam White \| Drapac-Cannondale Holistic Development \| + 29 s \| \| \| 4.º \| Luke Mudgway \| EvoPro Racing \| + 36 s \| \| \| 5.º \| Ryan Cavanagh \| St George Continental Cycling Team \| + 36 s \| \| \| 6.º \| Conor Murtagh \| Oliver's Real Food Racing \| + 36 s \| \| \| 7.º \| Neil Van der Ploeg \| Team BridgeLane \| + 39 s \| \| \| 8.º \| William Clarke \| Trek-Segafredo \| + 39 s \| \| \| 9.º \| Nathan Elliott \| Korda Mentha Real Estate Australia \| + 42 s \| \| |                    |                                        |                 |
| |                    |                                        |                 |
| Fuente: ProCyclingStats |                    |                                        |                 |
| Clasificación de la etapa |                    |                                        |                 |
| Ciclista | Ciclista           | Equipo                                 | Tiempo          |
| 1.º | Owain Doull        | Team Sky                               | 3 h 28 min 47 s |
| 2.º | Luke Rowe          | Team Sky                               | + 0 s           |
| 3.º | Liam White         | Drapac-Cannondale Holistic Development | + 29 s          |
| 4.º | Luke Mudgway       | EvoPro Racing                          | + 36 s          |
| 5.º | Ryan Cavanagh      | St George Continental Cycling Team     | + 36 s          |
| 6.º | Conor Murtagh      | Oliver's Real Food Racing              | + 36 s          |
| 7.º | Neil Van der Ploeg | Team BridgeLane                        | + 39 s          |
| 8.º | William Clarke     | Trek-Segafredo                         | + 39 s          |
| 9.º | Nathan Elliott     | Korda Mentha Real Estate Australia     | + 42 s          |

| \| Clasificación general \| Clasificación general \| Clasificación general \| Clasificación general \| Clasificación general \| \| Ciclista \| Ciclista \| Equipo \| Tiempo \| \| \| --------------------- \| --------------------- \| --------------------- \| --------------------- \| --------------------- \| \| 1.º \| Michael Woods \| EF Education First \| 8 h 42 min 38 s \| \| \| 2.º \| Richie Porte \| Trek-Segafredo \| + 4 s \| \| \| 3.º \| Kenny Elissonde \| Team Sky \| + 27 s \| \| \| 4.º \| Lucas Hamilton \| Mitchelton-Scott \| + 29 s \| \| \| 5.º \| Dylan van Baarle \| Team Sky \| + 31 s \| \| \| 6.º \| Pavel Sivakov \| Team Sky \| + 53 s \| \| \| 7.º \| Chris Harper \| Team BridgeLane \| + 54 s \| \| \| 8.º \| Damien Howson \| Mitchelton-Scott \| + 57 s \| \| \| 9.º \| Nick Schultz \| Mitchelton-Scott \| + 57 s \| \| \| 10.º \| Robert Stannard \| Mitchelton-Scott \| + 2 min 04 s \| \| |                  |                    |                 |
| |                  |                    |                 |
| Fuente: ProCyclingStats |                  |                    |                 |
| Clasificación general |                  |                    |                 |
| Ciclista | Ciclista         | Equipo             | Tiempo          |
| 1.º | Michael Woods    | EF Education First | 8 h 42 min 38 s |
| 2.º | Richie Porte     | Trek-Segafredo     | + 4 s           |
| 3.º | Kenny Elissonde  | Team Sky           | + 27 s          |
| 4.º | Lucas Hamilton   | Mitchelton-Scott   | + 29 s          |
| 5.º | Dylan van Baarle | Team Sky           | + 31 s          |
| 6.º | Pavel Sivakov    | Team Sky           | + 53 s          |
| 7.º | Chris Harper     | Team BridgeLane    | + 54 s          |
| 8.º | Damien Howson    | Mitchelton-Scott   | + 57 s          |
| 9.º | Nick Schultz     | Mitchelton-Scott   | + 57 s          |
| 10.º | Robert Stannard  | Mitchelton-Scott   | + 2 min 04 s    |

### 4.ª etapa
| Cabo Schanck - Arthurs Seat | etapa de media montaña | (128,8 km) |

| \| Clasificación de la etapa \| Clasificación de la etapa \| Clasificación de la etapa \| Clasificación de la etapa \| Clasificación de la etapa \| \| Ciclista \| Ciclista \| Equipo \| Tiempo \| \| \| ------------------------- \| ------------------------- \| ------------------------- \| ------------------------- \| ------------------------- \| \| 1.º \| Nick Schultz \| Mitchelton-Scott \| 2 h 45 min 42 s \| \| \| 2.º \| Dylan van Baarle \| Team Sky \| + 0 s \| \| \| 3.º \| Chris Harper \| Team BridgeLane \| + 1 min 45 s \| \| \| 4.º \| Alistair Donohoe \| Pro Racing Sunshine Coast \| + 2 min 14 s \| \| \| 5.º \| Kenny Elissonde \| Team Sky \| + 2 min 14 s \| \| \| 6.º \| Michael Woods \| EF Education First \| + 2 min 14 s \| \| \| 7.º \| Lucas Hamilton \| Mitchelton-Scott \| + 2 min 14 s \| \| \| 8.º \| Richie Porte \| Trek-Segafredo \| + 2 min 27 s \| \| \| 9.º \| Dylan Sunderland \| Team BridgeLane \| + 2 min 39 s \| \| \| 10.º \| Pavel Sivakov \| Team Sky \| + 2 min 39 s \| \| |                  |                           |                 |
| |                  |                           |                 |
| Fuente: ProCyclingStats |                  |                           |                 |
| Clasificación de la etapa |                  |                           |                 |
| Ciclista | Ciclista         | Equipo                    | Tiempo          |
| 1.º | Nick Schultz     | Mitchelton-Scott          | 2 h 45 min 42 s |
| 2.º | Dylan van Baarle | Team Sky                  | + 0 s           |
| 3.º | Chris Harper     | Team BridgeLane           | + 1 min 45 s    |
| 4.º | Alistair Donohoe | Pro Racing Sunshine Coast | + 2 min 14 s    |
| 5.º | Kenny Elissonde  | Team Sky                  | + 2 min 14 s    |
| 6.º | Michael Woods    | EF Education First        | + 2 min 14 s    |
| 7.º | Lucas Hamilton   | Mitchelton-Scott          | + 2 min 14 s    |
| 8.º | Richie Porte     | Trek-Segafredo            | + 2 min 27 s    |
| 9.º | Dylan Sunderland | Team BridgeLane           | + 2 min 39 s    |
| 10.º | Pavel Sivakov    | Team Sky                  | + 2 min 39 s    |

| \| Clasificación general \| Clasificación general \| Clasificación general \| Clasificación general \| Clasificación general \| \| Ciclista \| Ciclista \| Equipo \| Tiempo \| \| \| --------------------- \| --------------------- \| --------------------- \| --------------------- \| --------------------- \| \| 1.º \| Dylan van Baarle \| Team Sky \| 11 h 28 min 42 s \| \| \| 2.º \| Nick Schultz \| Mitchelton-Scott \| + 24 s \| \| \| 3.º \| Michael Woods \| EF Education First \| + 1 min 52 s \| \| \| 4.º \| Richie Porte \| Trek-Segafredo \| + 2 min 09 s \| \| \| 5.º \| Chris Harper \| Team BridgeLane \| + 2 min 13 s \| \| \| 6.º \| Kenny Elissonde \| Team Sky \| + 2 min 19 s \| \| \| 7.º \| Lucas Hamilton \| Mitchelton-Scott \| + 2 min 21 s \| \| \| 8.º \| Pavel Sivakov \| Team Sky \| + 3 min 10 s \| \| \| 9.º \| Dylan Sunderland \| Team BridgeLane \| + 4 min 25 s \| \| \| 10.º \| Damien Howson \| Mitchelton-Scott \| + 4 min 44 s \| \| |                  |                    |                  |
| |                  |                    |                  |
| Fuente: ProCyclingStats |                  |                    |                  |
| Clasificación general |                  |                    |                  |
| Ciclista | Ciclista         | Equipo             | Tiempo           |
| 1.º | Dylan van Baarle | Team Sky           | 11 h 28 min 42 s |
| 2.º | Nick Schultz     | Mitchelton-Scott   | + 24 s           |
| 3.º | Michael Woods    | EF Education First | + 1 min 52 s     |
| 4.º | Richie Porte     | Trek-Segafredo     | + 2 min 09 s     |
| 5.º | Chris Harper     | Team BridgeLane    | + 2 min 13 s     |
| 6.º | Kenny Elissonde  | Team Sky           | + 2 min 19 s     |
| 7.º | Lucas Hamilton   | Mitchelton-Scott   | + 2 min 21 s     |
| 8.º | Pavel Sivakov    | Team Sky           | + 3 min 10 s     |
| 9.º | Dylan Sunderland | Team BridgeLane    | + 4 min 25 s     |
| 10.º | Damien Howson    | Mitchelton-Scott   | + 4 min 44 s     |

### 5.ª etapa
| Melbourne - Melbourne | etapa llana | (89,1 km) |

| \| Clasificación de la etapa \| Clasificación de la etapa \| Clasificación de la etapa \| Clasificación de la etapa \| Clasificación de la etapa \| \| Ciclista \| Ciclista \| Equipo \| Tiempo \| \| \| ------------------------- \| ------------------------- \| -------------------------------------- \| ------------------------- \| ------------------------- \| \| 1.º \| Kristoffer Halvorsen \| Team Sky \| 1 h 55 min 56 s \| \| \| 2.º \| Dion Smith \| Mitchelton-Scott \| + 0 s \| \| \| 3.º \| Brenton Jones \| Korda Mentha Real Estate Australia \| + 0 s \| \| \| 4.º \| Alex Frame \| Trek-Segafredo \| + 0 s \| \| \| 5.º \| Thomas Scully \| EF Education First \| + 0 s \| \| \| 6.º \| Nick Schultz \| Mitchelton-Scott \| + 0 s \| \| \| 7.º \| Wouter Wippert \| EvoPro Racing \| + 0 s \| \| \| 8.º \| Michael Woods \| EF Education First \| + 0 s \| \| \| 9.º \| Dylan van Baarle \| Team Sky \| + 0 s \| \| \| 10.º \| Theodore Yates \| Drapac-Cannondale Holistic Development \| + 0 s \| \| |                      |                                        |                 |
| |                      |                                        |                 |
| Fuente: ProCyclingStats |                      |                                        |                 |
| Clasificación de la etapa |                      |                                        |                 |
| Ciclista | Ciclista             | Equipo                                 | Tiempo          |
| 1.º | Kristoffer Halvorsen | Team Sky                               | 1 h 55 min 56 s |
| 2.º | Dion Smith           | Mitchelton-Scott                       | + 0 s           |
| 3.º | Brenton Jones        | Korda Mentha Real Estate Australia     | + 0 s           |
| 4.º | Alex Frame           | Trek-Segafredo                         | + 0 s           |
| 5.º | Thomas Scully        | EF Education First                     | + 0 s           |
| 6.º | Nick Schultz         | Mitchelton-Scott                       | + 0 s           |
| 7.º | Wouter Wippert       | EvoPro Racing                          | + 0 s           |
| 8.º | Michael Woods        | EF Education First                     | + 0 s           |
| 9.º | Dylan van Baarle     | Team Sky                               | + 0 s           |
| 10.º | Theodore Yates       | Drapac-Cannondale Holistic Development | + 0 s           |

## Clasificaciones finales
Las clasificaciones finalizaron de la siguiente forma:

### Clasificación general
| \| Clasificación general \| Clasificación general \| Clasificación general \| Clasificación general \| Clasificación general \| \| Ciclista \| Ciclista \| Equipo \| Tiempo \| \| \| --------------------- \| --------------------- \| --------------------- \| --------------------- \| --------------------- \| \| 1.º \| Dylan van Baarle \| Team Sky \| 13 h 24 min 38 s \| \| \| 2.º \| Nick Schultz \| Mitchelton-Scott \| + 24 s \| \| \| 3.º \| Michael Woods \| EF Education First \| + 1 min 52 s \| \| \| 4.º \| Chris Harper \| Team BridgeLane \| + 2 min 13 s \| \| \| 5.º \| Richie Porte \| Trek-Segafredo \| + 2 min 13 s \| \| \| 6.º \| Lucas Hamilton \| Mitchelton-Scott \| + 2 min 25 s \| \| \| 7.º \| Kenny Elissonde \| Team Sky \| + 2 min 30 s \| \| \| 8.º \| Pavel Sivakov \| Team Sky \| + 3 min 21 s \| \| \| 9.º \| Dylan Sunderland \| Team BridgeLane \| + 4 min 29 s \| \| \| 10.º \| Damien Howson \| Mitchelton-Scott \| + 4 min 55 s \| \| |                  |                    |                  |
| |                  |                    |                  |
| Fuente: ProCyclingStats |                  |                    |                  |
| Clasificación general |                  |                    |                  |
| Ciclista | Ciclista         | Equipo             | Tiempo           |
| 1.º | Dylan van Baarle | Team Sky           | 13 h 24 min 38 s |
| 2.º | Nick Schultz     | Mitchelton-Scott   | + 24 s           |
| 3.º | Michael Woods    | EF Education First | + 1 min 52 s     |
| 4.º | Chris Harper     | Team BridgeLane    | + 2 min 13 s     |
| 5.º | Richie Porte     | Trek-Segafredo     | + 2 min 13 s     |
| 6.º | Lucas Hamilton   | Mitchelton-Scott   | + 2 min 25 s     |
| 7.º | Kenny Elissonde  | Team Sky           | + 2 min 30 s     |
| 8.º | Pavel Sivakov    | Team Sky           | + 3 min 21 s     |
| 9.º | Dylan Sunderland | Team BridgeLane    | + 4 min 29 s     |
| 10.º | Damien Howson    | Mitchelton-Scott   | + 4 min 55 s     |

### Clasificación de la montaña
| Clasificación de la montaña | Clasificación de la montaña | Clasificación de la montaña | Clasificación de la montaña | Clasificación de la montaña |
| Ciclista                    | Ciclista                    | Equipo                      | Puntos                      |                             |
| --------------------------- | --------------------------- | --------------------------- | --------------------------- | --------------------------- |
| 1.º                         | Christian Knees             | Team Sky                    | 48 pts                      |                             |
| 2.º                         | Nick Schultz                | Mitchelton-Scott            | 48 pts                      |                             |
| 3.º                         | Dylan van Baarle            | Team Sky                    | 44 pts                      |                             |
| 4.º                         | Michael Woods               | EF Education First          | 24 pts                      |                             |
| 5.º                         | Richie Porte                | Trek-Segafredo              | 16 pts                      |                             |

### Clasificación de los jóvenes
| Clasificación del mejor joven | Clasificación del mejor joven | Clasificación del mejor joven      | Clasificación del mejor joven | Clasificación del mejor joven |
| Ciclista                      | Ciclista                      | Equipo                             | Tiempo                        |                               |
| ----------------------------- | ----------------------------- | ---------------------------------- | ----------------------------- | ----------------------------- |
| 1.º                           | Pavel Sivakov                 | Team Sky                           | 13 h 27 min 59 s              |                               |
| 2.º                           | Samuel Jenner                 | Korda Mentha Real Estate Australia | + 1 min 50 s                  |                               |
| 3.º                           | Nicholas White                | Team BridgeLane                    | + 2 min 28 s                  |                               |
| 4.º                           | Robert Stannard               | Mitchelton-Scott                   | + 14 min 37 s                 |                               |
| 5.º                           | Sebastian Presley             | Oliver's Real Food Racing          | + 16 min 28 s                 |                               |

### Clasificación por equipos
| Clasificación por equipos | Clasificación por equipos | Clasificación por equipos | Clasificación por equipos |
| Equipo                    | Equipo                    | Tiempo                    |                           |
| ------------------------- | ------------------------- | ------------------------- | ------------------------- |
| 1.º                       | Sky                       | 40 h 16 min 52 s          |                           |
| 2.º                       | Mitchelton-Scott          | + 4 min 38 s              |                           |
| 3.º                       | Team BridgeLane           | + 9 min 00 s              |                           |
| 4.º                       | Trek-Segafredo            | + 15 min 09 s             |                           |
| 5.º                       | Sapura                    | + 32 min 51 s             |                           |

## Evolución de las clasificaciones
| Etapa                   | Vencedor                | Clasificación general | Clasificación por puntos | Clasificación de la montaña | Clasificación de los jóvenes | Clasificación por equipos |
| ----------------------- | ----------------------- | --------------------- | ------------------------ | --------------------------- | ---------------------------- | ------------------------- |
| 1.ª                     | Daniel McLay            | Daniel McLay          | Ayden Toovey             | no otorgado                 | Robert Stannard              | EF Education First        |
| 2.ª                     | Michael Woods           | Michael Woods         | Ayden Toovey             | Michael Woods               | Pavel Sivakov                | Sky                       |
| 3.ª                     | Owain Doull             | Michael Woods         | Ayden Toovey             | Michael Woods               | Pavel Sivakov                | Sky                       |
| 4.ª                     | Nick Schultz            | Dylan van Baarle      | Ayden Toovey             | Christian Knees             | Pavel Sivakov                | Sky                       |
| 5.ª                     | Kristoffer Halvorsen    | Dylan van Baarle      | Ayden Toovey             | Christian Knees             | Pavel Sivakov                | Sky                       |
| Clasificaciones finales | Clasificaciones finales | Dylan van Baarle      | Ayden Toovey             | Christian Knees             | Pavel Sivakov                | Sky                       |

## UCI World Ranking
El Herald Sun Tour otorgó puntos para el UCI World Ranking para corredores de los equipos en las categorías UCI WorldTeam, Profesional Continental y Equipos Continentales. Las siguientes tablas muestran el baremo de puntuación y los 10 corredores que obtuvieron más puntos:
| Posición              | 1.º | 2.º | 3.º | 4.º | 5.º | 6.º | 7.º | 8.º | 9.º | 10.º | 11.º | 12.º | 13.º-15.º | 16.º-25.º |
| Clasificación general | 125 | 85  | 70  | 60  | 50  | 40  | 35  | 30  | 25  | 20   | 15   | 10   | 5         | 3         |
| Por etapa             | 14  | 5   | 3   |     |     |     |     |     |     |      |      |      |           |           |
| Líder                 | 3   |     |     |     |     |     |     |     |     |      |      |      |           |           |

| Clasificación |                  |                    |         |       |       |       |
| Posición      | Ciclista         | Equipo             | General | Etapa | Líder | Total |
| ------------- | ---------------- | ------------------ | ------- | ----- | ----- | ----- |
| 1.º           | Dylan van Baarle | Sky                | 125     | 5     | 3     | 133   |
| 2.º           | Nick Schultz     | Mitchelton-Scott   | 85      | 14    | -     | 99    |
| 3.º           | Michael Woods    | EF Education First | 70      | 14    | 6     | 90    |
| 4.º           | Chris Harper     | BridgeLane         | 60      | 3     | -     | 63    |
| 5.º           | Richie Porte     | Trek-Segafredo     | 50      | 5     | -     | 55    |
| 6.º           | Lucas Hamilton   | Mitchelton-Scott   | 40      | -     | -     | 40    |
| 7.º           | Kenny Elissonde  | Sky                | 35      | 3     | -     | 38    |
| 8.º           | Pavel Sivakov    | Sky                | 30      | -     | -     | 30    |
| 9.º           | Dylan Sunderland | BridgeLane         | 25      | -     | -     | 25    |
| 10.º          | Damien Howson    | Mitchelton-Scott   | 20      | -     | -     | 20    |